# Conflicto georgiano-osetio (1918-1920)
El conflicto georgiano-osetio de 1918 a 1920 comprende una serie de levantamientos que tuvieron lugar en las zonas habitadas por osetios, ahora denominada Osetia del Sur, coincidiendo con el nacimiento de Georgia, contra la República Democrática Federal de Transcaucasia y luego contra la República Democrática de Georgia dominada por los mencheviques, que se cobró varios miles de vidas y dejó un doloroso recuerdo en las comunidades georgiana y osetia de la región.
Durante su breve vigencia, el gobierno menchevique de Georgia tuvo que tratar con significativos problemas con los étnicamente osetios, que en su gran mayoría simpatizaban con los bolcheviques y la RSFS de Rusia. Las razones profundas del conflicto fueron muy complicadas. Una reforma agraria inconclusa y disturbios agrarios en las áreas pobres pobladas por osetios, desembocaron en discordias étnicas y la lucha por el poder en el Cáucaso.

## 1917-1918
Después de la Revolución de febrero de 1917 que derribó al zar Nicolás II de Rusia, los osetios se constituyeron en junio de 1917 en el Consejo Nacional de Osetios, reunido en Java, al norte de la actual Osetia del Sur, y decidieron la creación de órganos de autogobierno para las zonas habitadas por osetios a ambos lados del Cáucaso. El Consejo estuvo internamente dividido en grupos ideológicos, que pronto cayeron bajo el dominio de los bolcheviques que pidieron la incorporación de Osetia del Sur en la RSFS de Rusia.
Aproximadamente en febrero de 1918, ocurrieron numerosos estallidos de desobediencia entre los campesinos osetios, que rehusaron pagar impuestos a Tiflis, la capital del gobierno de Transcaucasia. El 15 de marzo de 1918, los campesinos osetios se rebelaron y consiguieron rechazar la ofensiva del destacamento punitivo de la Guardia Popular Georgiana, comandados por el oficial étnicamente osetio, Kosta Kaziev. La lucha culminó en la ciudad de Tsjinval, que fue tomada por los rebeldes el 19 de marzo de 1918. La población georgiana de Tsjinval fue masacrada y la ciudad saqueada. La Guardia Popular Georgiana retomó el control de Tsjinval el 22 de marzo. El levantamiento finalmente fue sofocado y duras medidas represivas fueron instauradas en la zona, generando resentimiento contra los mencheviques, que fueron identificados a los ojos de los osetios, como georgianos. Esto también abrió paso a un fuerte sentimiento pro-bolchevique entre los osetios.

## 1919
En octubre de 1919, surgieron revueltas en contra de los mencheviques en varias zonas. El 23 de octubre, rebeldes en la zona del paso de Roki proclamaron el establecimiento del poder soviético y empezaron su avance hacia Tsjinval, pero fueron derrotados y retrocedieron hacia el distrito del Terek, controlado por los soviéticos.
En 1919 se sucedieron inútiles discusiones sobre el estatus y el gobierno de la región. Los osetios demandaron un grado de autonomía comparable con la concedida a Abjasia o a los musulmanes de Ayaria. Sin embargo, no se tomó ninguna decisión, y el gobierno georgiano ilegalizó al Consejo Nacional de Sud-Osetia, una entidad dominada por los bolcheviques, y rechazó conceder cualquier tipo de autonomía. Los bolcheviques explotaron la tensión, que junto a los errores mencheviques, incrementaron la influencia bolchevique ente los osetios.

## 1920
En 1920 tuvieron lugar levantamientos osetios más grandes, que fueron apoyados por el Comité Regional del Partido Comunista Ruso (PCR(b)), que había formado una fuerza militar en Vladikavkaz, la capital hoy en día de la república de Osetia del Norte - Alania (Rusia). A pesar de haber asegurado el respeto de la integridad territorial de Georgia en el Tratado de Moscú de 1920, la RSFS de Rusia exigió la retirada de sus tropas de Osetia. El 8 de mayo, los osetios declararon la República Soviética en el área de Roki, en la frontera ruso-georgiana. Una fuerza bolchevique procedentes de Vladikavkaz cruzó la frontera hacia Georgia y ayudó a los rebeldes locales a derrotar a las tropas georgianas en Java, al norte de Osetia del Sur. El área rebelde fue incorporada de manera efectiva a la Rusia Soviética. Sin embargo, el deseo de paz de Lenin en Georgia, así como las derrotas militares rebeldes, forzó a los bolcheviques a distanciarse de la lucha en Osetia del Sur. La Guardia Popular Georgiana, mandada por Valiko Jugheli, aplastó la revuelta con gran violencia. Los insurgentes fueron derrotados en una serie de duras batallas. Muchos pueblos fueron incendiados y murieron entre 3000 y 7000 personas durante las hostilidades. Unos 20 000 osetios se vieron forzados a buscar refugio en la Rusia Soviética.
En febrero de 1921, muchos osetios se unieron al 11.º Ejército Soviético en su avance en Georgia, que terminó con su independencia. En abril de 1922, en nuevo gobierno soviético georgiano premió los servicios de los osetios con el establecimiento del Óblast Autónomo Sud-Osetio, que incluyó no solo poblaciones osetias o mixtas georgiano-osetias, sino que pueblos totalmente georgianos y la capital Tsjinvali, donde en esa época los osetios eran minoría.

## Conclusiones
A pesar del sangriento conflicto y la dolorosa memoria de los hechos, las relaciones entre georgianos y osetios permanecieron en paz a lo largo del periodo soviético, en contraposición con otros conflictos étnicos georgianos, como Abjasia, donde las discordias eran mucho más profundas y potencialmente explosivas.
Con el crecimiento de las tensiones étnicas en Osetia del Sur a finales de la década de 1980, la problemática de los años 1918 a 1920 volvió a aflorar, con relatos conflictivos e interpretaciones del mismo. Los surosetios consideraron estos hechos como parte de su lucha para la autodeterminación y la acusación que la reacción georgiana a los levantamientos fue un genocidio. De acuerdo con su versión, 387 hombres, 172 mujeres y 110 niños fueron asesinados o masacrados; 1206 hombres, 1203 mujeres y 1732 niños murieron durante los combates. El total de muertes alcanzaron entre 4812 y 5279, según la fuente, es decir, entre el 6 % y 8 % de la población. Las aldeas osetias despobladas fueron supuestamente ocupadas por vecinos georgianos de los distritos de Dusheti y Kazbegi. El 20 de septiembre de 1990, el Soviet de Diputados del Pueblo del Óblast Autónomo de Osetia del Sur calificó el conflicto como Genocidio osetio por parte de la República Democrática de Georgia. Resoluciones similares se hicieron en Osetia del Norte y en otras repúblicas del Cáucaso.
Los georgianos niegan las acusaciones y consideran las cifras exageradas. Aunque no niegan la brutalidad de la lucha, vieron el conflicto como el primer intento de Rusia para desestabilizar Georgia, alentando a Osetia del Sur para separarse de Georgia, y explican la severidad de la reacción georgiana debido a los pillajes osetios en Tsjinval y al papel de los bolcheviques en los hechos.